# Drienica
Drienica este o comună slovacă, aflată în districtul Sabinov din regiunea Prešov. Localitatea se află la altitudinea de 473 m deasupra n.m., se întinde pe o suprafață de 10,22 km2 și în 2017 număra 741 de locuitori.

## Istoric
Localitatea Drienica este atestată documentar din 1343.

## Demografie
| An:                | 1994 | 2004   | 2014   | 2024   |
| ------------------ | ---- | ------ | ------ | ------ |
| Număr de persoane: | 671  | 691    | 734    | 758    |
| Diferență:         |      | +2,98% | +6,22% | +3,26% |

| An:                | 2023 | 2024   |
| ------------------ | ---- | ------ |
| Număr de persoane: | 771  | 758    |
| Diferență:         |      | −1,68% |